# Lac Septembre
Lac Septembre är en sjö i Kanada.   Den ligger i regionen Côte-Nord och provinsen Québec, i den östra delen av landet, 600 km nordost om huvudstaden Ottawa. Lac Septembre ligger 295 meter över havet. Arean är 0,43 kvadratkilometer. Den sträcker sig 1,1 kilometer i nord-sydlig riktning, och 0,9 kilometer i öst-västlig riktning.
I omgivningarna runt Lac Septembre växer i huvudsak blandskog. Trakten runt Lac Septembre är nära nog obefolkad, med mindre än två invånare per kvadratkilometer.